# NGC 2888
NGC 2888 (другие обозначения — ESO 434-2, MCG −5-23-1, PGC 26768) — эллиптическая галактика (E) в созвездии Компаса. Открыта Джоном Гершелем в 1835 году.
Галактика находится на достаточно низкой галактической широте — всего 16 градусов, и перед ней находится диффузная структура, относящаяся к нашей Галактике.
Этот объект входит в число перечисленных в оригинальной редакции «Нового общего каталога».